# Zementfabrik Lägern
Die Zementfabrik Lägern war ein Unternehmen in Ehrendingen im Schweizer Kanton Aargau, das die Kalk- und Tonmergelvorkommen der Lägern abbaute und daraus Zement herstellte.

## Geschichte

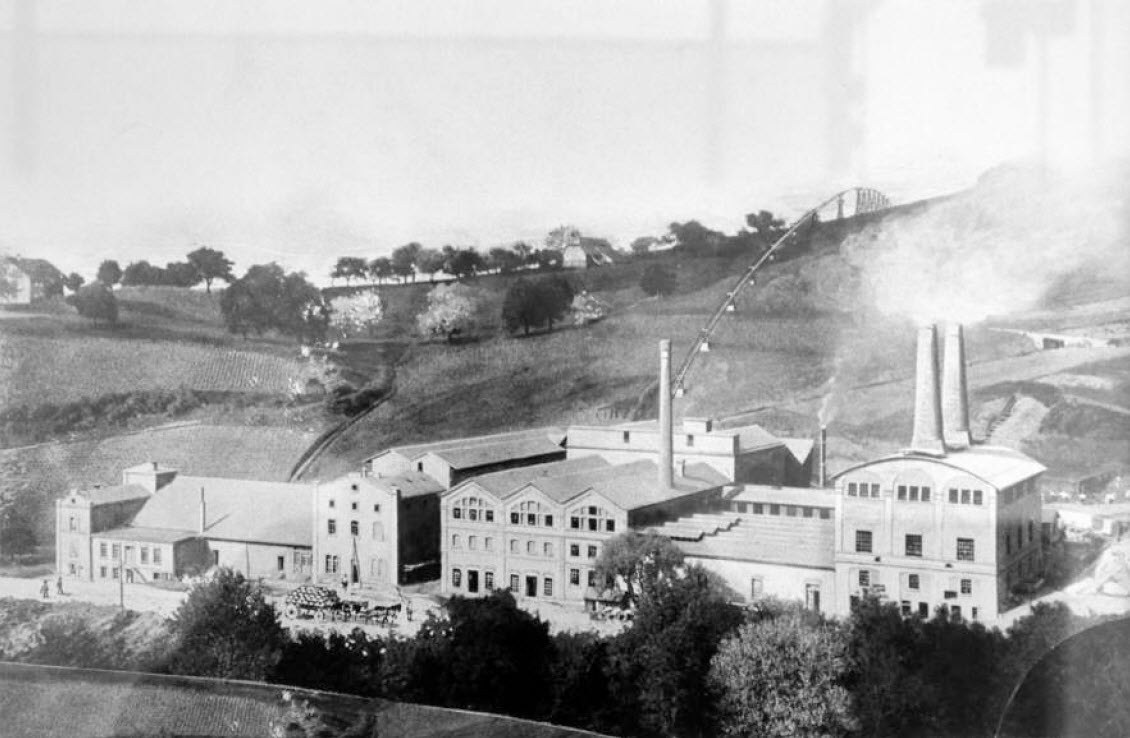
Zementfabrik Lägern, im Hintergrund die Seilbahn nach Niederweningen

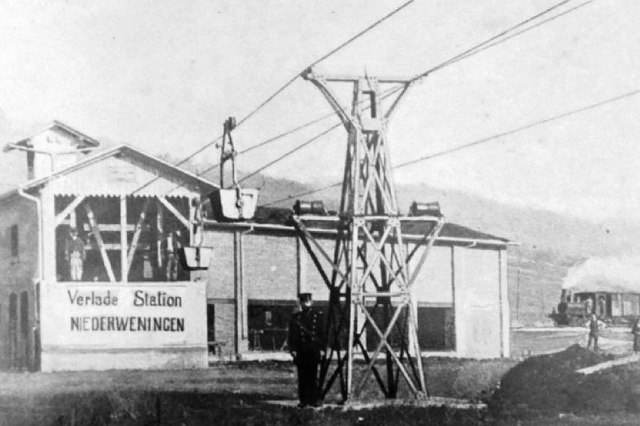
Verladestation Niederweningen der Seilbahn der Zementfabrik Lägern

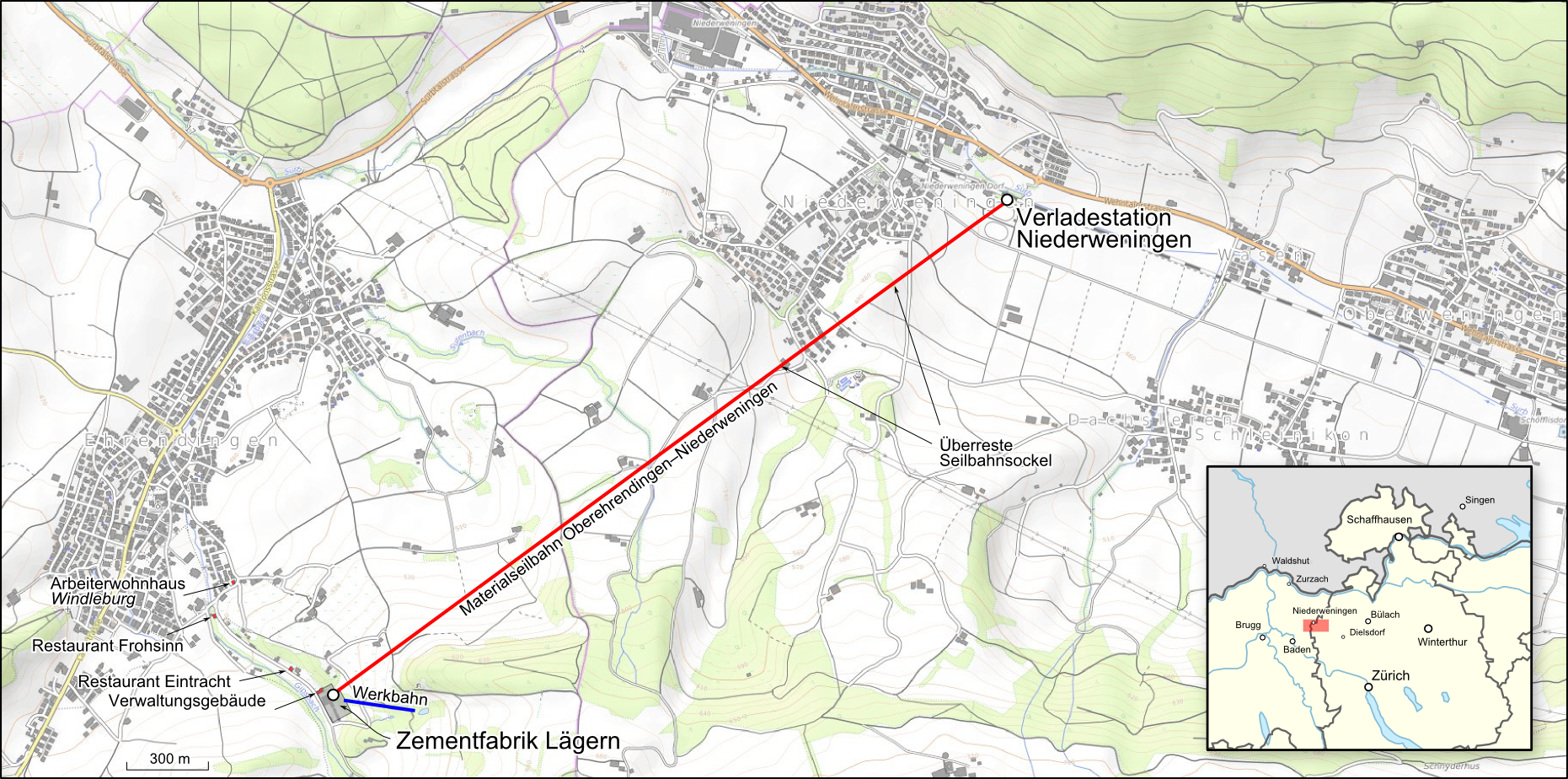
Lagekarte der Zementfabrik Lägern und deren Seilbahn, Kartenhintergrund 2017

Die Gipsvorkommen an der Lägern wurden seit dem Mittelalter abgebaut und in den Mühlen im Dorf und in der Tiefenwaag gemahlen. Mit der Zunahme der Nachfrage nach Baustoffen Ende des 19. Jahrhunderts wurde 1892/93 die Reinhard Frei & Co. gegründet, um industriell Zement herzustellen. Das Unternehmen hatte seit 1894 die Geschäftsform einer Aktiengesellschaft. Es baute im Tal des Gipsbachs eine Fabrik, in der bis zu 400 Arbeiter, davon etwa 250 Fremdarbeiter, beschäftigt waren.
Im Jahr 1896 wurde eine 3,8 Kilometer lange elektrisch betriebene Lorenseilbahn zwischen der Fabrik und dem damaligen Bahnhof Niederweningen der Wehntalbahn in Betrieb genommen. Dieser Bahnhof erhielt bei der Verlängerung der Wehntalbahn 1938 den Namen Niederweningen Dorf. Die Seilbahn diente einerseits dazu, die Kohle für die Zementöfen zur Fabrik zu bringen, und andererseits um die fertigen Produkte abzuführen. Eine Lore der Seilbahn fasste etwa 300 kg Material. Die Anlage wurde von Fritz Marti in Winterthur errichtet, der die Vertretung der deutschen J. Pohlig AG für die Schweiz und Italien innehatte. Die Zweiseilumlaufbahn verwendete Gewichtshebelkupplungen, um die Loren mit dem Zugseil zu verbinden. Bei diesem System wird die Schraubklemme, welche den Wagen mit dem Seil verbindet, durch einen Gewichtshebel betätigt, der in den Endstationen durch Führungsschienen umgeworfen wurde. 1897 kam es zu einem Elektrounfall beim Antriebsmotor der Seilbahn, wobei zwei Arbeiter das Leben verloren.
Die Zementfabrik Lägern war bereits 1899 stark verschuldet und musste 1902 Konkurs anmelden. Die ganze Anlage wurde von den Jura-Cement-Fabriken, einem Konkurrenten der Zementfabrik Lägern, aufgekauft und die Produktion eingestellt. Im Jahre 1904 wurde das gesamte Fabrikareal an die Gebrüder Bertschinger in Wallisellen verkauft, wobei das Areal mit einem Servitut belastet wurde, dass es nicht mehr für die Herstellung von Zement, Kalk oder anderen Bindemitteln verwendet werden durfte. Die neuen Besitzer liessen das Inventar der Zementfabrik versteigern und die Gebäude im Juni 1905 durch eine Sappeurkompagnie sprengen, damit für diese keine Steuern mehr bezahlt werden mussten; einzig das Wohnhaus blieb erhalten. Die Materialseilbahn wurde an die Zementfabrik von Gottlieb Spühler in Rekingen verkauft und dort weiterverwendet.

## Erhaltene Gebäude und Überreste
Neben dem ehemaligen Verwaltungsgebäude an der Gipsstrasse 55 sind die Gebäude der beiden ehemaligen Gaststätten Eintracht (Gipsstrasse 53) und Frohsinn (Gipsstrasse 60) erhalten. Weiter steht an der Gipsstrasse 44 ein Arbeiterwohnhaus, das wegen der kinderreichen Familien und den daraus resultierenden vielen zum Trocknen aufgehängten Stoffwindeln im Volksmund als Windleburg bezeichnet wurde.